# Cave
Cave és un comune (municipi) de la ciutat metropolitana de Roma, a la regió italiana del Laci, situat uns 42 km al sud-est de Roma. L'1 de gener de 2018 tenia 11.381 habitants.
Cave limita amb els municipis de Castel San Pietro Romano, Genazzano, Palestrina, Rocca di Cave i Valmontone.

## Història
La ciutat va ser esmentada per primera vegada el 998, i més tard va ser un feu de la família Colonna. El 1482 va ser assetjada pel Papa Sixte IV i obligada a rendir-se. És especialment coneguda pel "Tractat de Cave", signat el 12 de setembre de 1557 pels plenipotenciaris del Papa Pau IV i de Fernando Álvarez de Toledo, tercer duc d'Alba, i Virrei espanyol del Regne de Nàpols.